# 三橋 (さいたま市)
- 日本 > 埼玉県 > さいたま市 > 大宮区 > 三橋
- 日本 > 埼玉県 > さいたま市 > 西区 > 三橋

三橋（みはし）は、埼玉県さいたま市の町名。現行行政地名は三橋一丁目から三橋六丁目。このうち一丁目から四丁目は大宮区に、五丁目・六丁目は西区に属する。いずれも住居表示未実施地区。郵便番号は、330-0856（一丁目 - 四丁目）、331-0052（五丁目・六丁目）。本項では、三橋の前身の一つで現在も残存する大字下内野（しもうちの）と、かつて同地域に存在した並木村（なみきむら）、側ヶ谷戸村（そばがいとむら）、下内野村（しもうちのむら）についても述べる。

## 地理
さいたま市大宮区（旧大宮市）の南西部にあり、鴨川をはさんで東西に広がっている。町域は大宮台地（与野支台および指扇支台）にあり、鴨川などの河川の周辺は沖積平野である。大宮区櫛引町・上小町、中央区円阿弥、桜区白鍬、西区植田谷本・水判土・佐知川・指扇・宮前町、北区日進町と隣接する。地内は鴨川流域周辺以外は市街化区域で主に住宅地で、国道17号新大宮バイパスなどの主要な通り沿線はロードサイド店舗が立地する。また、生産緑地地区として農地も点在する。河川沿いの市街化調整区域では北部は都市公園や調整池、南部は田園地帯である。

### 河川
- 鴨川 - 新平和橋・加茂川橋が架かる。

### 地価
住宅地の地価は、2015年（平成27年）1月1日の公示地価によれば、さいたま市大宮区三橋二丁目658番14の地点で154,000円/m2、さいたま市西区三橋五丁目2053番1の地点で100,000円/m2となっている。

## 歴史
もとは江戸期より存在した武蔵国足立郡与野領に属する並木村で、古くは中世末期頃より存在した並木郷または同時期の水判土荘大宮郷に属していたと云われている。村高は正保年間の『武蔵田園簿』では743石余（田532石余、畑210石余）、『元禄郷帳』では390石余、『天保郷帳』では527石余であった。助郷は中山道大宮宿に出役していたが、正徳・安永年間は日光御成街道大門宿にも出役していた。化政期の戸数は112軒で、村の規模は東西10町、南北24町余であった。
- はじめは幕府領、および旗本領で知行は旗本牧野氏[7]。なお、検地は1606年（慶長11年）に実施[8]。
- 1616年（元和2年）より幕府領が旗本山田氏の知行となり旗本2氏による相給[7]。
- 正保 - 元禄年間までに並木村より旗本牧野氏知行分が中小村田村[注釈 1]に分村され、旗本山田氏知行分の一部が上小村田村[注釈 2]に分村されたという[7][11]。
- 1828年（文政11年）より大宮宿寄場55か村組合に所属[7]。
- 幕末の時点では足立郡に属し、明治初年の『旧高旧領取調帳』の記載によると、並木村は山田十太夫および中山錦之助の知行[12]、上小村田村は山田重大夫の知行、中小村田村は牧野助十郎の知行。
- 1869年（明治2年）12月2日 - この日までに旗本領が上知され、浦和県の管轄となる（府藩県三治制も参照）。
- 1871年（明治4年）11月13日 - 第1次府県統合により埼玉県の管轄となる。
- 1879年（明治12年）3月17日 - 郡区町村編制法により成立した北足立郡に属す。郡役所は浦和宿に設置。
- 1889年（明治22年）4月1日 - 町村制施行に伴い、並木村・下内野村・側ヶ谷戸村・上小村田村・中小村田村が合併し、改めて並木村が発足[7]。旧並木村は並木村の大字並木となる。
- 1891年（明治24年）12月23日 - 村会および村民の要望により、並木村が三橋村に改称される[7][13]。三橋村の大字となる。
- 1906年（明治39年）4月16日 - 川越電気鉄道（後の西武大宮線）が開業し、地内に並木駅が開設される。
- 1907年（明治40年）10月17日 - 地内に三橋尋常学校（現・さいたま市立三橋小学校）が移転する[14]。
- 1929年（昭和4年）8月19日 - 地内で大字上小村田（現上小町）との境界付近に西武大宮線の種鶏場前駅が開設される。
- 1940年（昭和15年）
  - 11月3日 - 大宮町・三橋村・日進村・宮原村・大砂土村が合併し、大宮市が発足[13]。大宮市の大字となる。
  - 12月20日 - 西武大宮線が休止され、翌年2月25日休止のまま廃止される。
- 1949年（昭和24年）5月15日 - 大宮市立三橋中学校（現・さいたま市立三橋中学校）が現在地に移転する。
- 1959年（昭和34年）4月20日 - 町名地番変更が行われ、大字並木・側ヶ谷戸・大字櫛引の全域と大字下内野の一部から三橋一丁目 - 六丁目が成立[15]。これにより大字並木は消滅する[注釈 3]。
- 1962年（昭和37年）4月 - 大宮市立高等学校（後の大宮市立大宮西高等学校→さいたま市立大宮西高等学校、現在のさいたま市立大宮国際中等教育学校）が現在地に移転する。
- 1965年（昭和40年）3月10日 - 地内に「みはし幼稚園」が開園する[17]。
- 1971年（昭和46年）3月6日 - 大宮市立西小学校（現・さいたま市立大宮西小学校）が大宮市立三橋小学校内から移転する[18]。
- 1975年（昭和50年）
  - 2月28日 - 地内に「大成学園大宮なみき幼稚園」が開園する[17]。
  - 4月1日 - 地内に大宮市立西中学校（現・さいたま市立大宮西中学校）が開校する[17]。
- 1982年（昭和57年）7月 - 地内に大宮市三橋プール（現・三橋プール）が開設される[19][20][21]。
- 1983年（昭和58）4月 - 地内に心身障害総合センターひまわり学園（現・総合療育センターひまわり学園）が開設される[22]。
- 1984年（昭和59年）11月1日 - 地内に大宮西警察署が開設される。
- 1990年（平成2年）12月1日 - 地内に西部文化センターが開設される[23][22]。
- 1991年（平成3年）4月 - 地内に三橋総合公園が開園する。
- 2001年（平成13年） - 浦和市・大宮市・与野市が合併し、さいたま市が発足。さいたま市の町名となる。
- 2003年（平成15年） - さいたま市が政令指定都市に移行。一丁目 - 四丁目は同市大宮区の町名となり、五丁目・六丁目は同市西区の町名となる。
- 2014年（平成26年）4月  - 地内に内野公民館が開設される[22]。
- 2017年（平成29年）11月18日 - 大宮西部特定土地区画整理事業の換地処分が前日に行われた[24]ことに伴い、事業区域とその周辺で町名地番変更が行われ[25]、三橋六丁目の一部が宮前町に編入される[26]。また、大字指扇の一部が三橋六丁目に編入される[27]。

並木村に存在していた小字
- 大平・大平前・前・六本木・牛飼・茗花・大道・宮田・倉前・三島・貝塚

### 側ヶ谷戸村
江戸期は武蔵国足立郡植田谷領に属する側海斗村（そばがいとむら）であった。村高は正保年間の『武蔵田園簿』では216石余（田13町余、畑20町余）、『元禄郷帳』では207石余、『天保郷帳』では215石余であった。助郷は中山道大宮宿に出役していたが、正徳・安永年間は日光御成街道大門宿にも出役していた。化政期の世帯数は32軒で、村の規模は東西8町、南北10町であった。荒川沿いに幕府領の八貫野新田を領していた。
- はじめは知行は旗本山内氏、1602年（慶長5年）より幕府領となるが、後に知行は旗本伊奈氏となる[29]。なお、検地は1603年（慶長6年）、1731年（享保16年）に実施[29]。
- 1628年（寛永5年）より再び幕府領、1633年（寛永10年）より知行は旗本小林氏・多門氏の相給[29]。小林氏知行分は下組、多門氏知行分は上組と称され、名主が置かれていた。
- 1828年（文政11年）より大宮宿寄場55か村組合に所属[29]。
- 幕末の時点では足立郡に属し、明治初年の『旧高旧領取調帳』の記載によると、小林田兵衛および多門一角の知行[12]。
- 1868年（明治元年） - 表記を側ヶ谷戸村に改称する[31]。
- 1869年（明治2年）12月2日 - この日までに旗本領が上知され、浦和県の管轄となる。
- 1871年（明治4年）11月13日 - 第1次府県統合により埼玉県の管轄となる。
- 1879年（明治12年）3月17日 - 郡区町村編制法により成立した北足立郡に属す。郡役所は浦和宿に設置。
- 1889年（明治22年）4月1日 - 町村制施行に伴い、並木村・下内野村・側ヶ谷戸村・上小村田村・中小村田村が合併し、改めて並木村が発足[7]。側ヶ谷戸村は並木村の大字側ヶ谷戸となる。
- 1891年（明治24年）12月23日 - 並木村が三橋村に改称される[7][13]。三橋村の大字となる。
- 1940年（昭和15年）11月3日 - 大宮町・三橋村・日進村・宮原村・大砂土村が合併し、大宮市が発足[13]。大宮市の大字となる。
- 1959年（昭和34年）4月20日 - 町名地番変更が行われ、大字側ヶ谷戸は三橋三丁目・四丁目の各一部となり消滅[29]。

側ヶ谷戸村に存在していた小字
- 中郷・間の谷・井刈・台・荒久・二重川

### 下内野村
江戸期は武蔵国足立郡植田谷領に属する下内野村（しもうちのむら）で、古くは内野郷水判土荘に属していたと云われている。近世初期頃に内野村から分村したとみられる（宮前町#歴史も参照）。村域が安藤氏知行地を上分、牧野氏知行地を下分とされていた経緯から上下内野村とも称されていたと云われている。村高は正保年間の『武蔵田園簿』では256石余（田31町余、畑61町余）、『元禄郷帳』では256石余、『天保郷帳』では631石余であった。助郷は中山道大宮宿に出役していたが、正徳・安永年間は日光御成街道大門宿にも出役していた。化政期の世帯数は100軒で、村の規模は東西4町余、南北30町余であった。
- はじめは幕府領、および旗本牧野氏の知行、1614年（慶長19年）より軍功により幕府領知行分は旗本安藤氏の知行となり、牧野氏と安藤氏との相給となる[32]。なお、検地は1643年（寛永20年）に実施[34]。
- 1828年（文政11年）より大宮宿寄場55か村組合に所属していた[32]。
- 幕末の時点では足立郡に属し、明治初年の『旧高旧領取調帳』の記載によると、安藤治右衛門および牧野助十郎の知行[12]。
- 1869年（明治2年）12月2日 - この日までに旗本領が上知され、浦和県の管轄となる。
- 1871年（明治4年）11月13日 - 第1次府県統合により埼玉県の管轄となる。
- 1879年（明治12年）3月17日 - 郡区町村編制法により成立した北足立郡に属す。郡役所は浦和宿に設置。
- 1889年（明治22年）4月1日 - 町村制施行に伴い、並木村・下内野村・側ヶ谷戸村・上小村田村・中小村田村が合併し、改めて並木村が発足[7]。下内野村は並木村の大字下内野となる。
- 1891年（明治24年）12月23日 - 並木村が三橋村に改称される[7][13]。三橋村の大字となる。
- 1906年（明治39年）4月16日 - 川越電気鉄道が開業し、地内に内野駅が開設される。
- 1940年（昭和15年）
  - 11月3日 - 大宮町・三橋村・日進村・宮原村・大砂土村が合併し、大宮市が発足[13]。大宮市の大字となる。
  - 12月20日 - 西部大宮線が休止され、翌年2月25日休止のまま廃止される。
- 1959年（昭和34年）4月20日 - 町名地番変更が行われ、大字下内野の一部から三橋五丁目・六丁目が成立[32]。
- 2001年（平成13年）5月1日 - 浦和市・大宮市・与野市が合併し、さいたま市が発足。同市の大字となる。
- 2003年（平成15年）4月1日 - さいたま市が政令指定都市に移行し、同市西区の大字となる。

下内野村に存在していた小字
- 下碇・鳶貝戸・前原・扇島・東窪・地尻・下手・野原（2ヶ所あり）・山王下・東裏・八幡前・八幡下・宮の下・水戸中・東・保村・下出・西谷津・田向・西裏・神明ヶ谷・神明・西・入・入上・犬塚・西久保・花の木

## 経済

### 産業
店舗・企業
- 大宮三橋一郵便局（1丁目、日本郵政グループ）
- 大宮三橋四郵便局（4丁目、日本郵政グループ）
- 大宮三橋六郵便局（6丁目、日本郵政グループ）
- 埼玉縣信用金庫 三橋支店（2丁目）
- JAさいたま 三橋支店（2丁目）
- らあめん花月嵐 大宮三橋店 （2丁目）
- びっくりドンキー 大宮三橋店（2丁目）
- ファッションセンターしまむら 三橋店（2丁目）
- AOKI 大宮三橋店（5丁目）
- 快活CLUB 大宮三橋店（5丁目）
- 島忠 大宮本店（5丁目）

## 世帯数と人口
2017年（平成29年）9月1日現在の世帯数と人口は以下の通りである。
| 区        | 丁目       | 世帯数     | 人口     |
| --------- | ---------- | ---------- | -------- |
| 大宮区    | 三橋一丁目 | 3,967世帯  | 9,302人  |
| 大宮区    | 三橋二丁目 | 2,663世帯  | 6,111人  |
| 大宮区    | 三橋三丁目 | 826世帯    | 1,722人  |
| 大宮区    | 三橋四丁目 | 2,389世帯  | 5,321人  |
| 大宮区 計 | 大宮区 計  | 9,845世帯  | 22,456人 |
| 西区      | 三橋五丁目 | 1,585世帯  | 3,518人  |
| 西区      | 三橋六丁目 | 3,912世帯  | 9,341人  |
| 西区 計   | 西区 計    | 5,497世帯  | 12,859人 |
| 計        | 計         | 15,342世帯 | 35,315人 |

## 小・中学校の学区
市立小・中学校に通う場合、学区（校区）は以下の通りとなる。
| 丁目       | 番地                                      | 小学校                                        | 中学校                   |
| ---------- | ----------------------------------------- | --------------------------------------------- | ------------------------ |
| 三橋一丁目 | 全域                                      | さいたま市立三橋小学校                        | さいたま市立三橋中学校   |
| 三橋二丁目 | 全域                                      | さいたま市立三橋小学校                        | さいたま市立三橋中学校   |
| 三橋三丁目 | 全域                                      | さいたま市立上小小学校                        | さいたま市立三橋中学校   |
| 三橋四丁目 | 1 - 549番地 663 - 796番地 889〜945番地    | さいたま市立三橋小学校                        | さいたま市立三橋中学校   |
| 三橋四丁目 | 550 - 662番地 797〜888番地 946 - 最終番地 | さいたま市立三橋小学校 さいたま市立上小小学校 | さいたま市立三橋中学校   |
| 三橋五丁目 | 全域                                      | さいたま市立大宮西小学校                      | さいたま市立大宮西中学校 |
| 三橋六丁目 | 全域                                      | さいたま市立大宮西小学校                      | さいたま市立大宮西中学校 |

## 交通

### 鉄道
町域内に鉄道は敷設されていない。最寄駅としては大宮駅、西大宮駅などがある。なお、1941年（昭和16年）2月25日までは路面電車である西武大宮線が現在の埼玉県道2号さいたま春日部線を走行しており、種鶏場前駅・並木駅・内野駅が開設されていた。

### 一般路線バス
大宮駅西口方面から以下のバス会社が地域内を運行している。さいたま市コミュニティバスやさいたま市乗合タクシーは地内に運行されていない。
- 西武バス大宮営業所

地域内は「大平公園入口」、「三橋一丁目」、「西武車庫前」、「三橋総合公園南口」、「三橋五丁目」、「三橋六丁目」、「青葉園」、「中並木」、「並木公園」、「三橋二丁目」、「大宮国際中等教育学校」、「三橋二丁目南」、「三橋四丁目」、「慈寶院」、「側ヶ谷戸」、「三橋四丁目南」、「藤橋」、「三橋三丁目」、「三橋三丁目北」、「並木南町」停留所が設置されている。
- 東武バスウエスト大宮営業事務所

地域内は「大宮西警察署前」、「県営住宅前」、「シティハイツ三橋」、「県営三橋団地」、「三橋総合公園」停留所が設置されている。

### 道路
- 国道17号（新大宮バイパス）
- 埼玉県道2号さいたま春日部線
- 埼玉県道56号さいたまふじみ野所沢線
- 埼玉県道165号大谷本郷さいたま線
- 文化センター通り
- 三橋公園通り
- 青葉通り

## 地域

### 寺社・史跡
一丁目
- 駒形神社
- 真応院
- 普門院末地蔵堂
- 正因院

二丁目
- 氷川神社

四丁目
- 側ヶ谷戸古墳群[40]

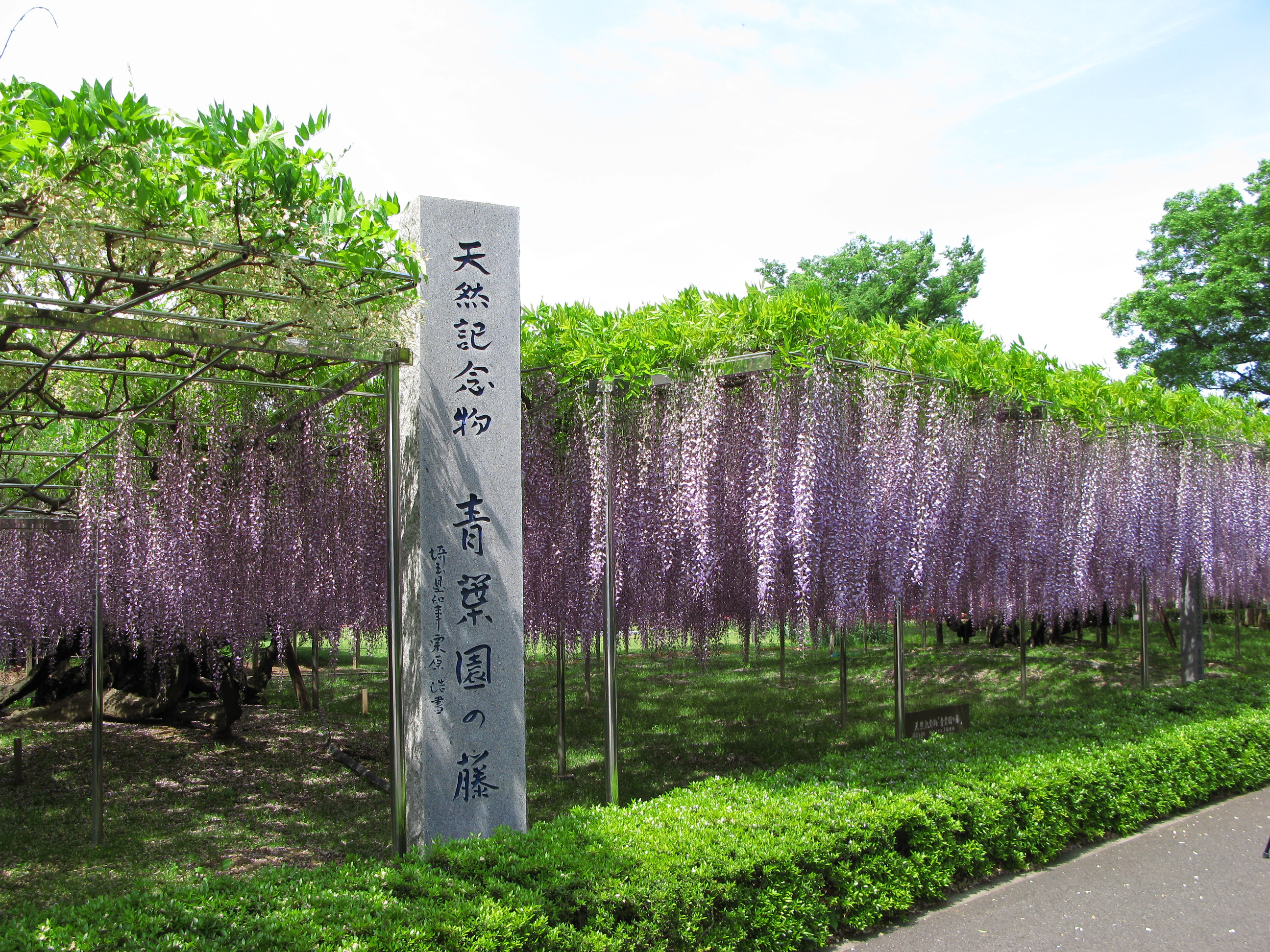
青葉園

  - 稲荷塚古墳 - 大宮国際中等教育学校構内に所在
  - 台耕地稲荷塚古墳
  - 茶臼塚古墳
  - 山王山古墳 - 慈宝院境内に所在
  - 上之稲荷古墳
- 側ヶ谷戸貝塚
- 天台宗慈宝院
- 稲荷神社

五丁目
- 青葉園
  - 萬霊追悼三重塔
  - 青葉神社
  - 永泉寺
- 日枝神社

六丁目
- 養福寺
- 大倭神社

### 公園・緑地

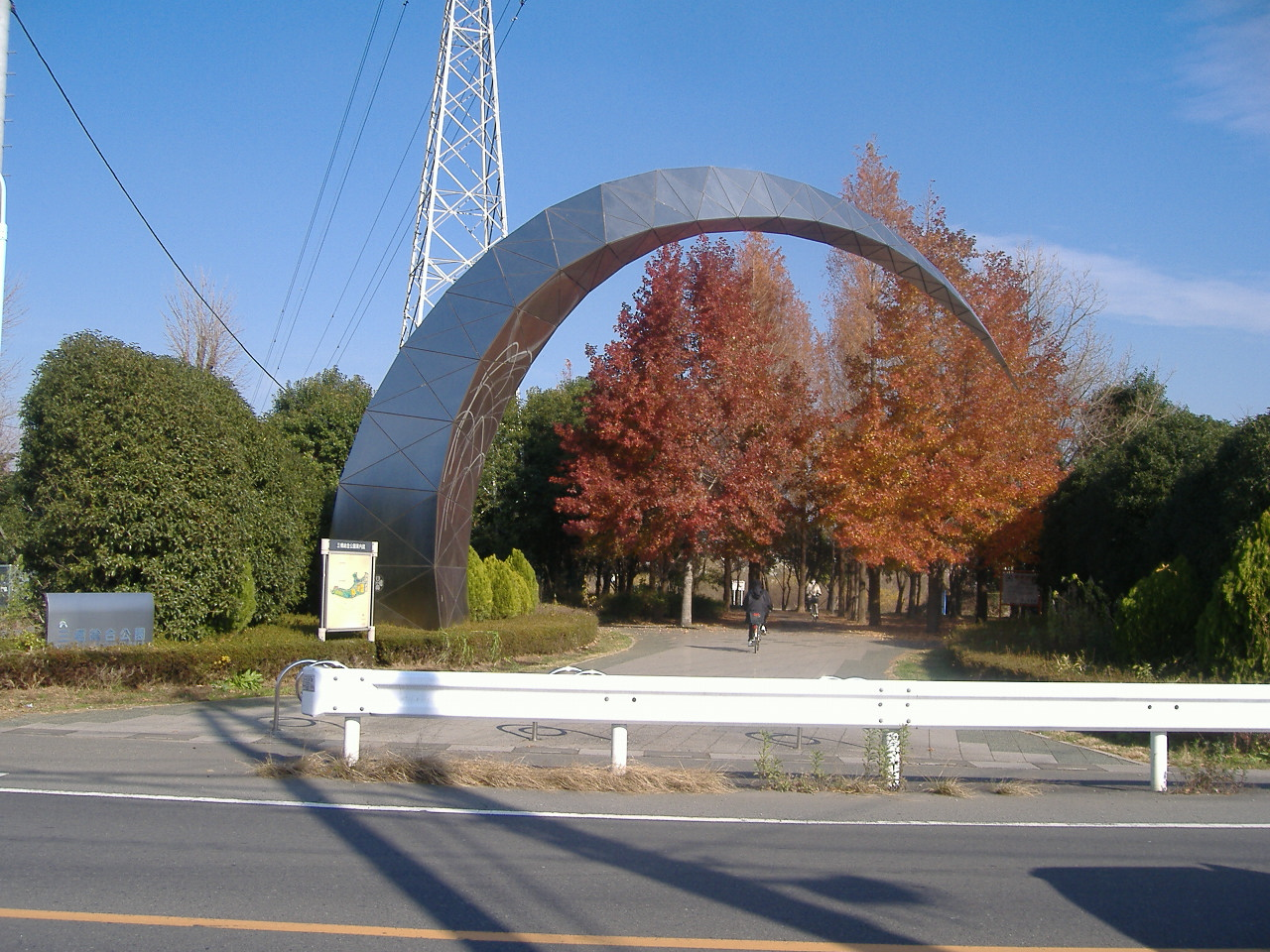
三橋総合公園

- 三橋総合公園

一丁目
- 大平公園 - 近隣公園
- 三橋一丁目第一公園（石の公園）[41]
- 三橋一丁目第二公園（丘の公園）
- 三橋一丁目第三公園（道の公園）
- 北前第一公園
- 三橋一丁目西公園
- 三橋一丁目南公園
- 三橋三島公園

二丁目
- 並木公園
- 並木南公園
- 三橋二丁目公園
- 三橋二丁目南公園

三丁目
- みつわ公園・みつわ児童公園

四丁目
- 三橋四丁目第一公園
- 三橋天神公園
- 三橋四丁目広場

五丁目
- 三橋五丁目公園
- 三橋五丁目東公園
- 三橋五丁目南公園
- 青葉公園
- 鴨川広場

六丁目
- 三橋プール
- 三橋六丁目児童公園
- 三橋六丁目南公園
- 西第一公園
- 西第二公園
- 西第三公園

### 施設
学校
- さいたま市立大宮国際中等教育学校
- さいたま市立三橋中学校
- さいたま市立大宮西中学校
- さいたま市立三橋小学校
- さいたま市立大宮西小学校（校地の一部は水判土）
- 埼玉動物海洋専門学校
- さいたま市立養護学校
- 総合療育センターひまわり学園（さいたま市立ひまわり特別支援学校）
- 大宮なみき幼稚園
- みはし幼稚園
- さいたま市立三橋保育園
- さいたま市立三橋西保育園
- 野の花 すみれ保育園
- 未来ほしの子保育園
- ころぽっくる保育園

団地
- 県営三橋団地
- 県営大宮三橋西住宅

福祉
- さいたま市立三つ和会館（3丁目） - 隣保館[42]、同和教育集会所

その他
- 大宮西警察署
- 西部文化センター - 西区役所三橋支所を併設
- 全日本同和会大宮支部
- 天理教船橘分教会
- 内野公民館
- 三橋一丁目自治会館
- 三橋四丁目自治会館
- 三橋五丁目自治会館
- 鴨川第一調整池
- 鴨川中継ポンプ場
- 鴨川下ポンプ場

## ゆかりのある人物
- 武笠庄太郎（埼玉県北足立郡三橋村長、北足立郡会議員） - 側ヶ谷戸、武笠今助の養嗣子。